# 몽골의 종교
몽골의 종교 (2020년 인구 조사)

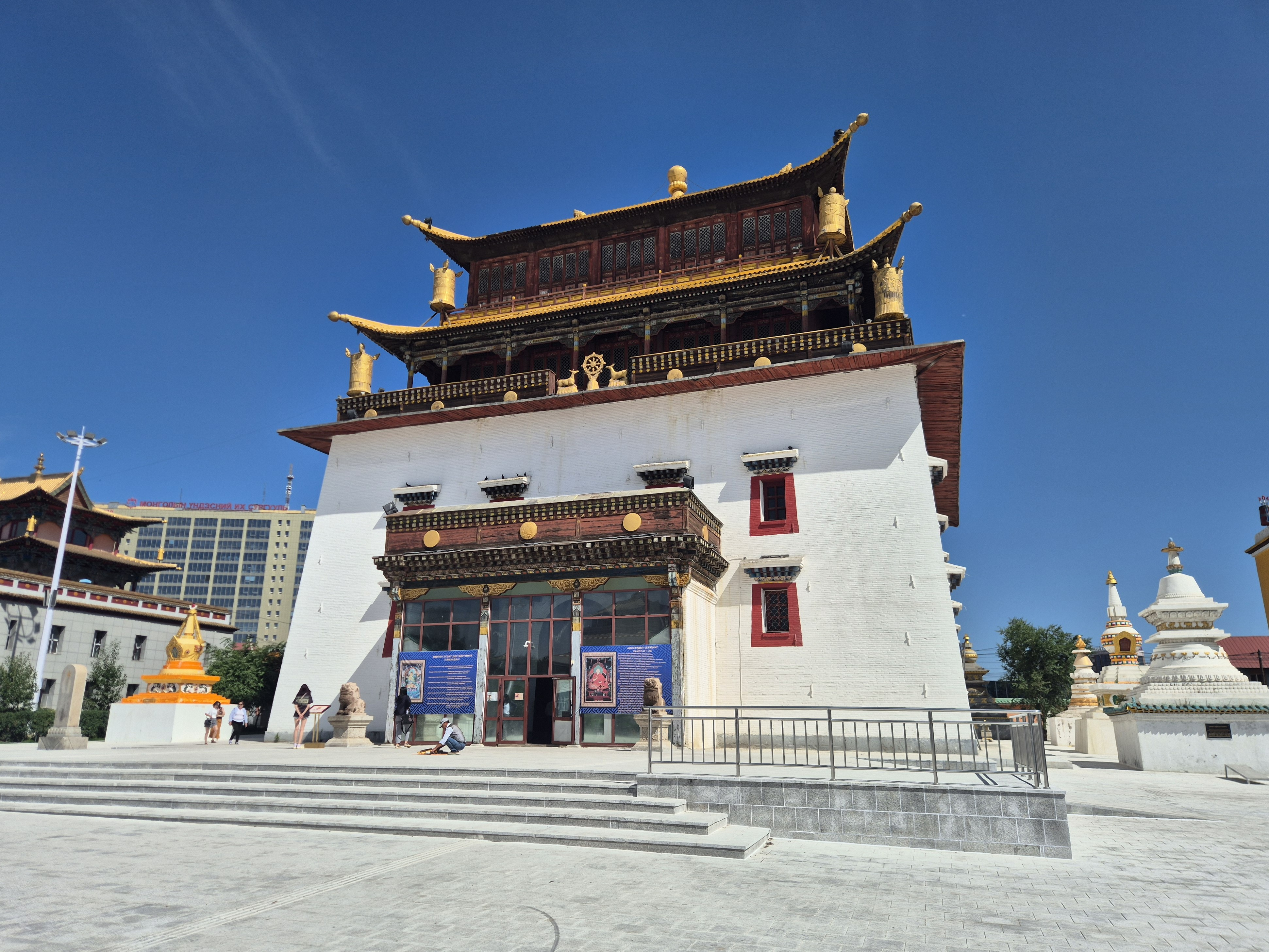
울란바토르에 위치한 몽골 불교의 주요 사원인 간단 사원의 주요 건물인 메그지드 잔라이식.

몽골의 종교는 몽골 불교, 그리고 몽골인들의 민족 종교인 몽골의 샤머니즘이 전통적으로 두드러진다. 역사적으로, 몽골 제국을 통해 몽골인들은 기독교 (네스토리우스교, 천주교), 이슬람교 등의 영향에 노출되었으나 이들 종교가 주된 종교가 된 바는 없었다. 몽골 인민공화국이라는 공산주의 시대 (1924년–1992년)를 겪는 기간 모든 종교들은 탄압을 받았으나, 1990년대에 의회 공화제로 전환되면서 종교 신앙들에 대한 전반적인 부활이 있었다.
2020년 인구 조사에 따르면, 몽골인들의 51.7%는 불교도로, 40.6%는 무종교인으로, 3.2%는 무슬림 (주로 카자흐인계), 2.5%는 몽골 샤머니즘 신봉자, 1.3%는 기독교인, 0.7%는 그 외 종교 신도라고 여겼다.

## 인구
| 종교          | 2010년      | 2010년 | 2020년      | 2020년 |
| 종교          | 인구        | %      | 인구        | %      |
| ------------- | ----------- | ------ | ----------- | ------ |
| 불교          | 1,459,983명 | 53.0   | 1,704,480명 | 51.7   |
| 이슬람교      | 82,641명    | 3.0    | 105,500명   | 3.2    |
| 몽골 샤머니즘 | 79,886명    | 2.9    | 82,422명    | 2.5    |
| 기독교        | 60,603명    | 2.2    | 42,859명    | 1.3    |
| 그 외 종교    | 11,019명    | 0.4    | 23,078명    | 0.7    |
| 무종교        | 1,063,308명 | 38.6   | 1,338,528명 | 40.6   |
| 총 인구       | 2,754,685명 | 100    | 3,296,866명 | 100    |

## 주요 종교

### 불교
몽골의 불교는 원나라 (1271년-1368년)황제들의 티베트 불교로 개종을 하면서 시작되었다. 몽골인들은 몽골 제국이 붕괴하고 나서는 고유의 샤머니즘 신앙으로 복귀했으나, 불교는 16세기와 17세기에 다시 출현하였다. 공산주의 정권인 몽골 인민공화국 기간 (1924년–1992년), 불교는 추정 상 17,000명의 수도승들이 살해당하며 억압을 당했었다. 1990년대에 공산주의의 붕괴가 벌어진 뒤, 전통적인 수도원 제도의 틀 및 뉴에이지의 물결과 일신교에서 영향을 받은 불교계 신흥종교를 통하여 몽골 내 불교의 부활이 있었다. 2020년 몽골의 인구 조사에 따르면, 인구의 51.7%에 해당하는 1,704,480명이 불교 신자이었다.

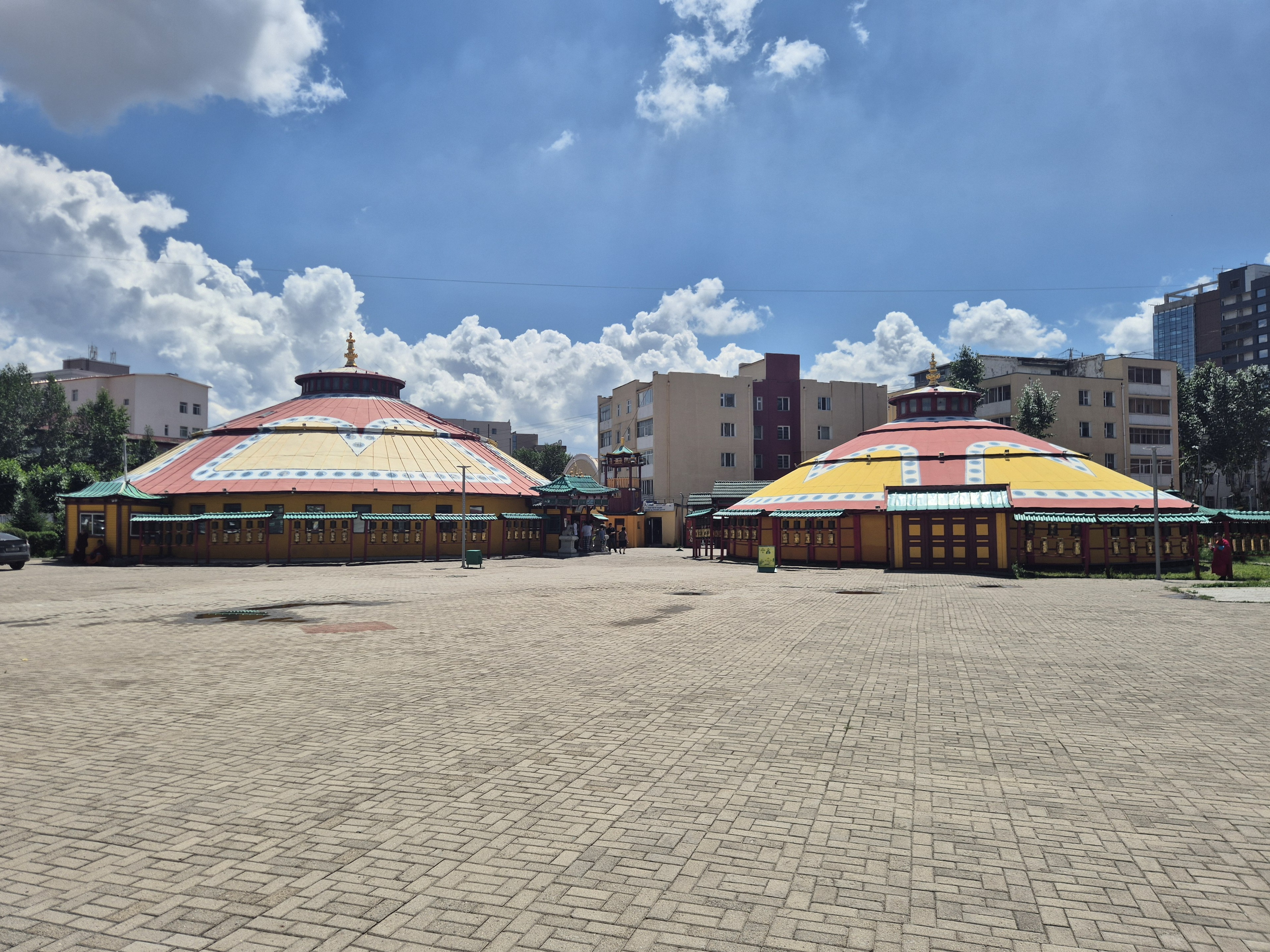
전통 몽골 건축의 예시인 울란바토르의 다시초일링 사원 내 유르트 파빌리온.
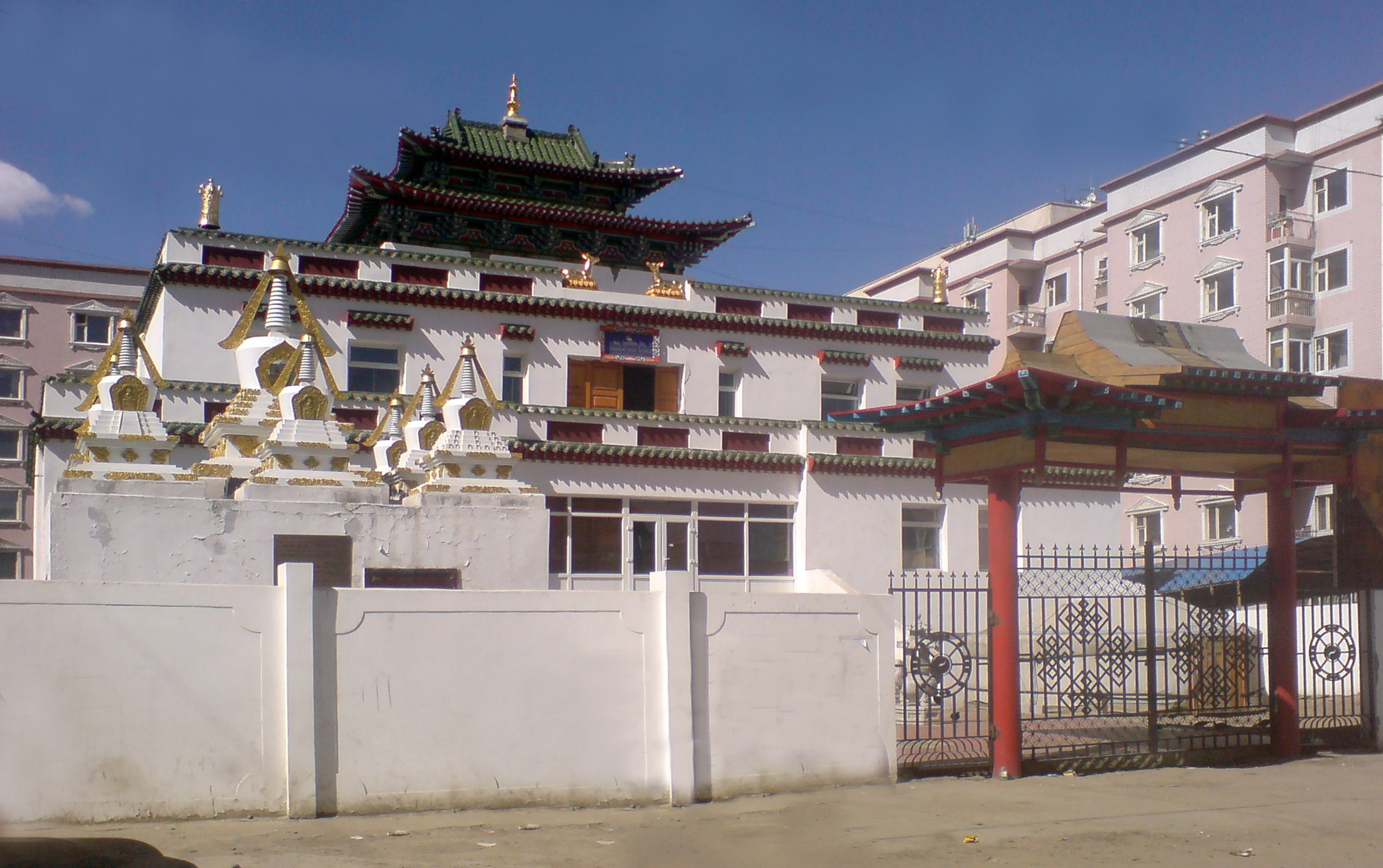
중국 및 티베트의 영향을 받은 몽골 건축의 예시인 푼초글린 사원.
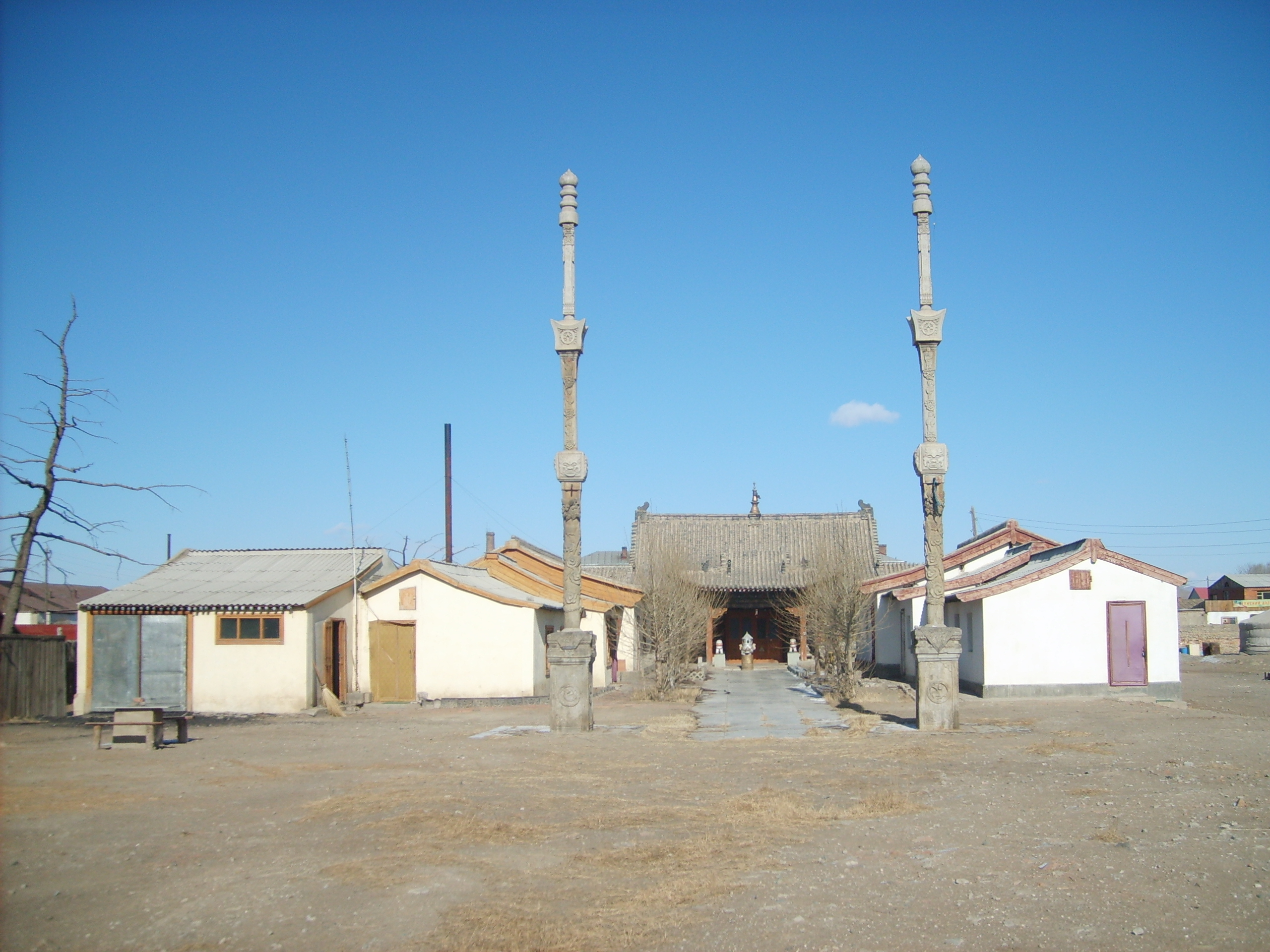
또 다른 중국-티베트풍 건축의 예시인 울란바토르의 둘말린 비구 사원.
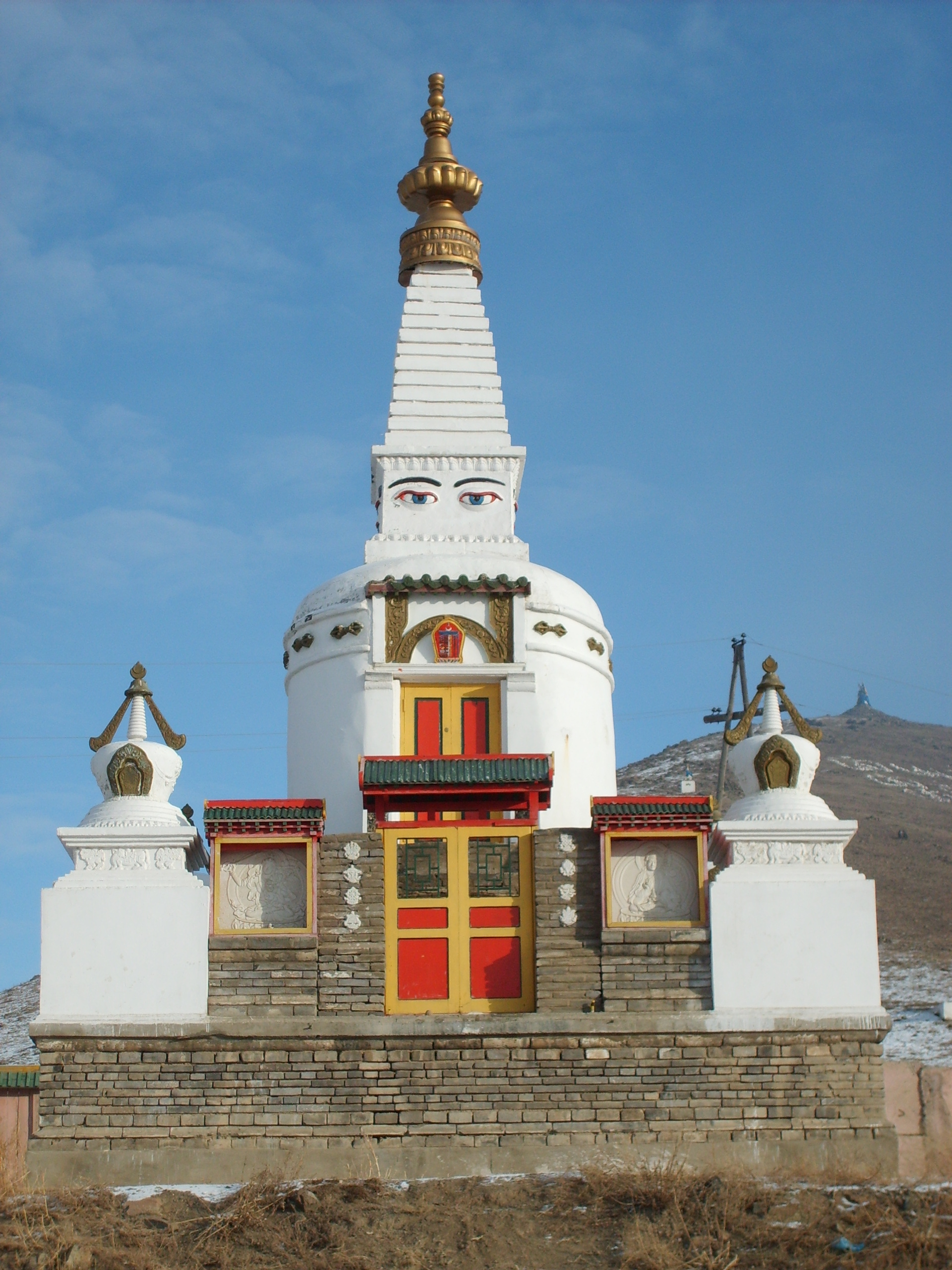
울란바토르의 담바다르얄린 사원의 스투파.
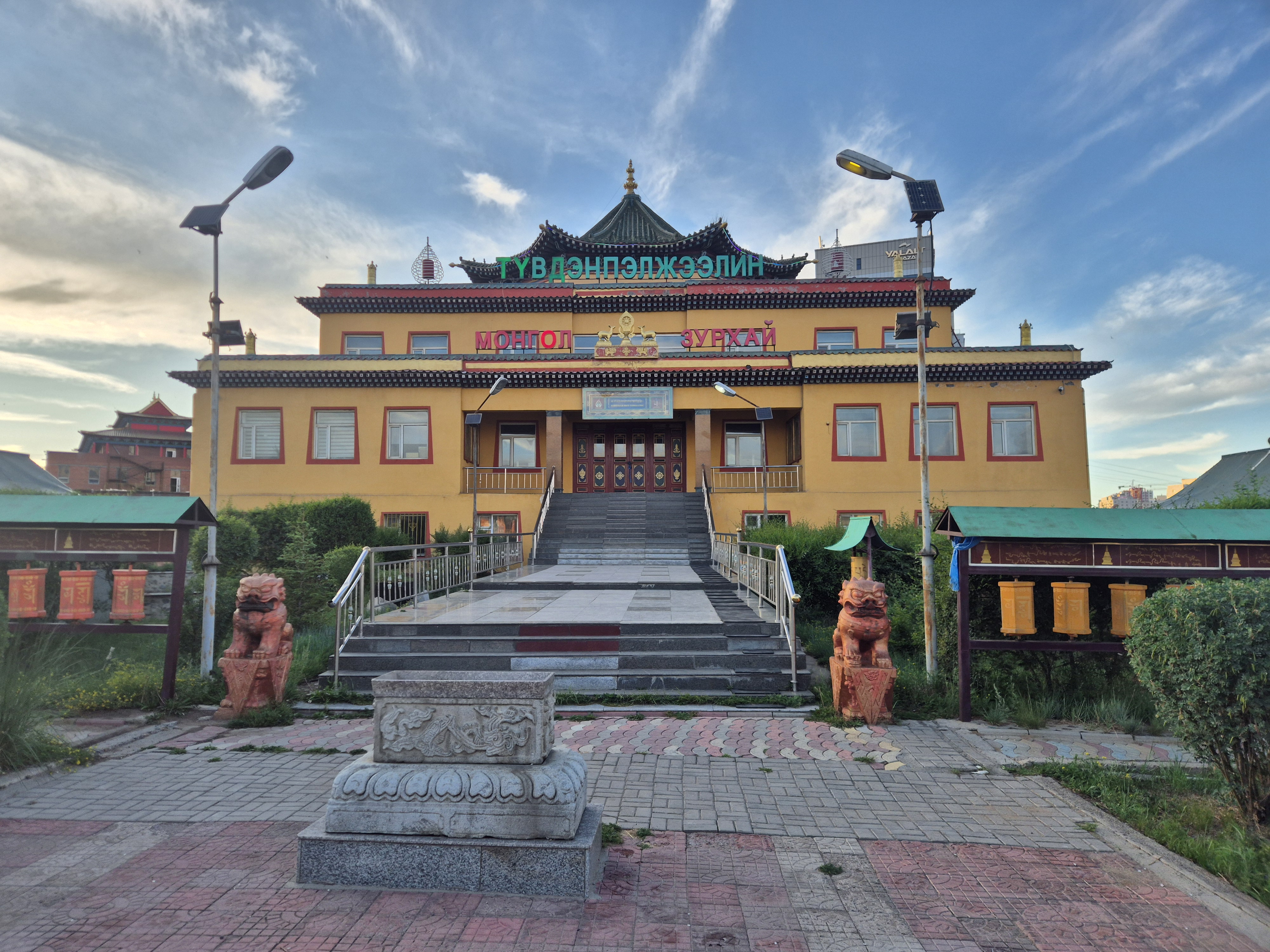
울란바토르의 몽골 불교 점성술 사원인 Tuvdenpeljeelin 사원.
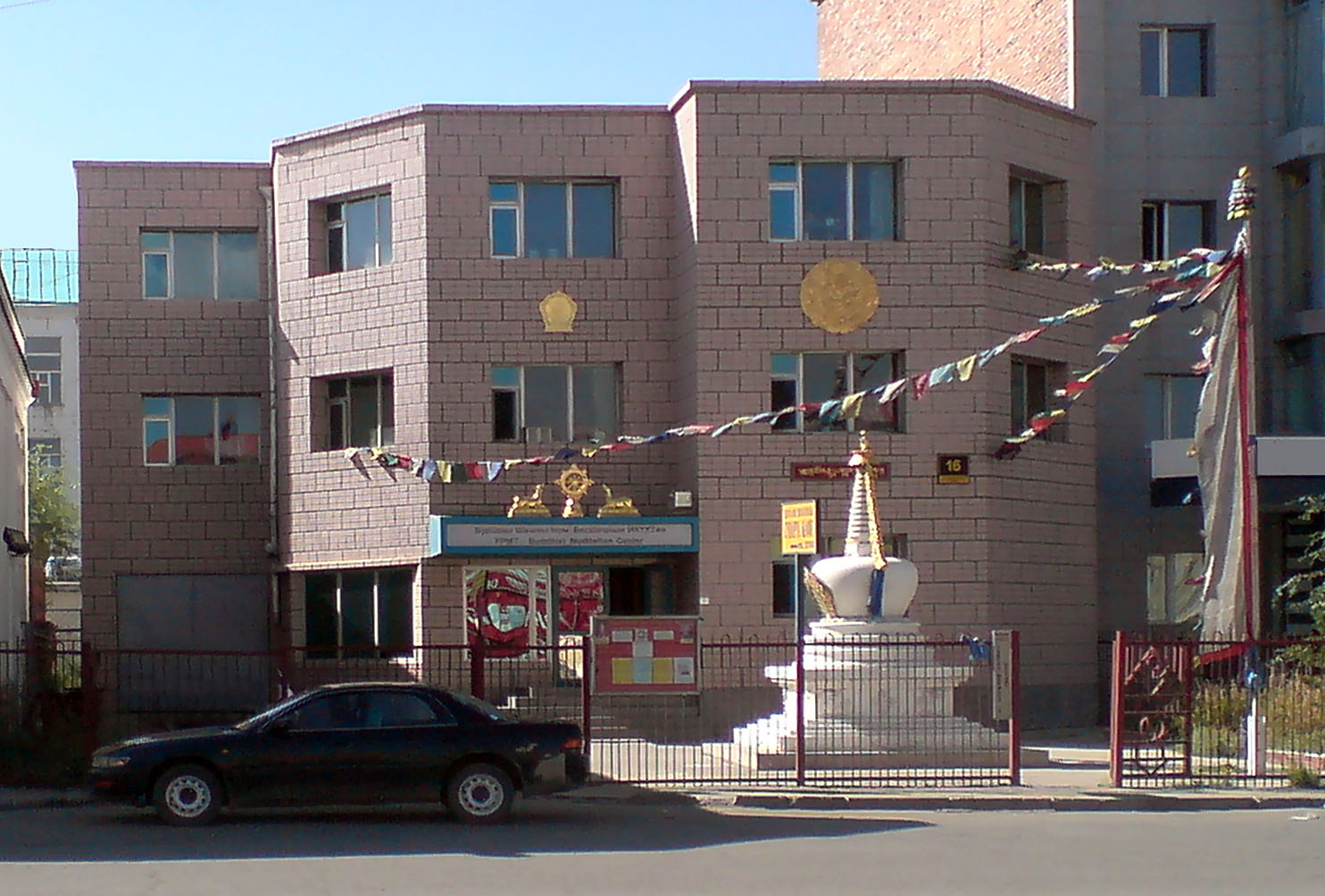
대승 전통 유지 재단의 샤두블린 사원.

### 몽골 샤머니즘
몽골 민속 종교 또는 텡그리즘이라 더 폭넓게 칭해지는 몽골 샤머니즘은 최소한 역사 시대 이래로 몽골인들이 따르던 애니미즘 및 샤머니즘계 민족 종교를 가리킨다. 이 민속 종교에 대한 몽골어 명칭은 '뵈 뫼르괼(Бөө мөргөл)이다. 알려진 가장 초창기에 몽골 샤머니즘은 사회생활의 모든 측면과 몽골 사회의 부족 조직과 관련이 있었다. 몽골인들이 불교를 받아들였을 때, 몽골 샤머니즘은 새로운 종교에 영향을 받고 융합되었다. 20 세기 공산 공화국 시기 샤머니즘은 대대적인 억압을 받았지만, 공산주의가 무너진 뒤 부활하였다. 2020년 인구 조사에 따르면 몽골 인구 2.5%에 해당하는 82,422명이 스스로를 샤먼이라 칭했다.
몽골의 샤머니즘은 '튼그리' (신적 존재들) 및 '코르무스타 텡그리'라고도 불리는 최고 '텡게르' (하늘, 하늘신, 신)에 대한 숭배를 중심으로 하고 있다. 몽골 민족 종교에서, 칭기즈 칸은 최고 신의 주요 화신(化身)은 아니더라도 화신 중에 하나로 여긴다. 내몽골의 어얼둬쓰시에 있는 칭기즈 칸 영묘는 몽골 샤머니즘의 주요 중심지이다.
황색 샤머니즘은 불교의 표현력 있는 방식들을 받아들인 특정한 몽골 샤머니즘의 부류를 나타내는 데 사용하는 용어이다. "황색"(Шар)은 몽골 내 대부분의 불교 신자들이 종교 활동 중에 노란색 모자를 착용했던 티베트 불교의 겔룩파에 속했기에, 몽골 문화권에서 불교를 나타낸다. 이 용어는 또한 불교의 영향을 받지 않은 샤머니즘의 형태인 흑색 샤머니즘을 구분하는 데에도 쓰인다.

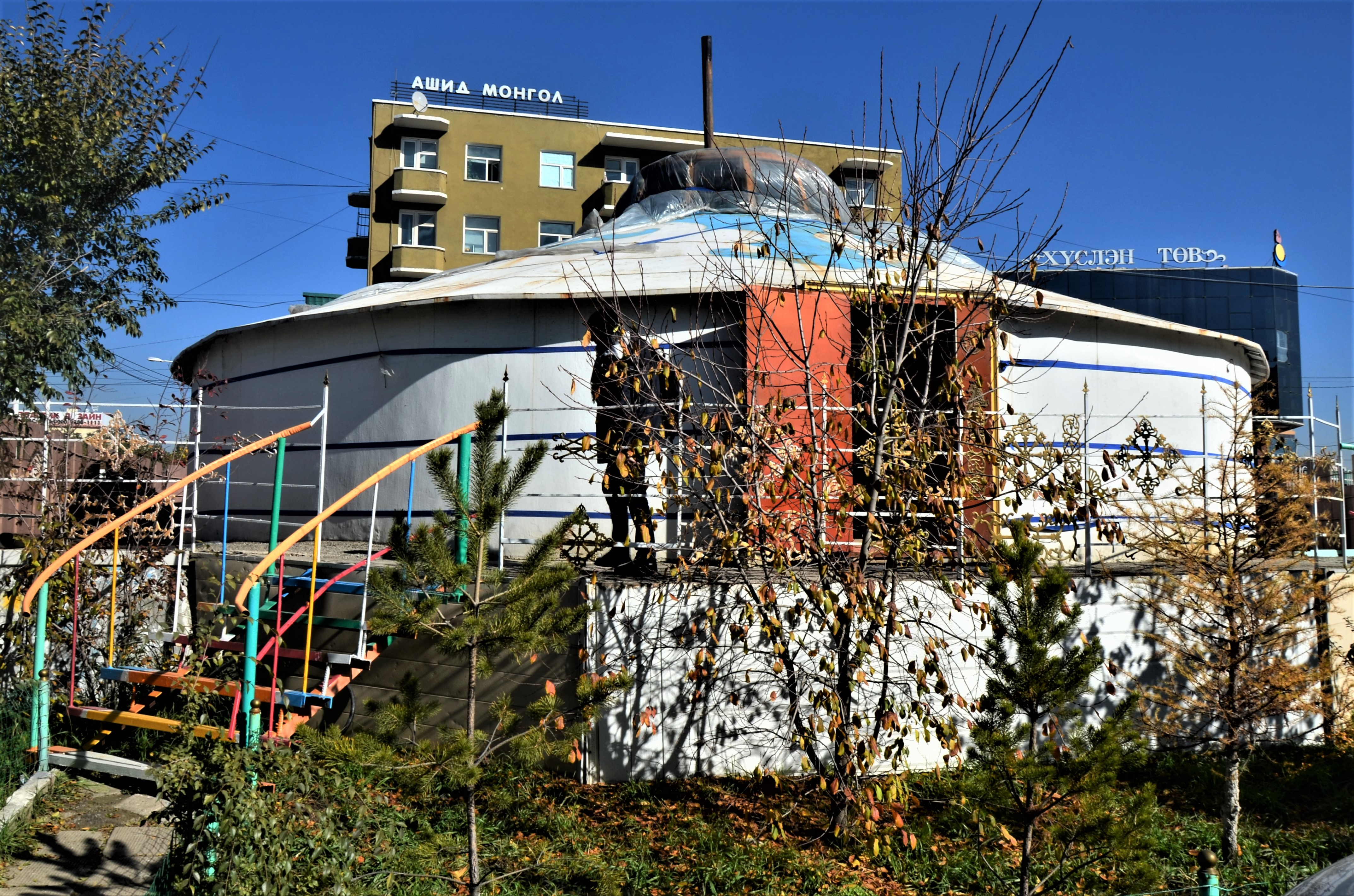
울란바토르에 있는 유르트 형태의 샤머니즘 사원.
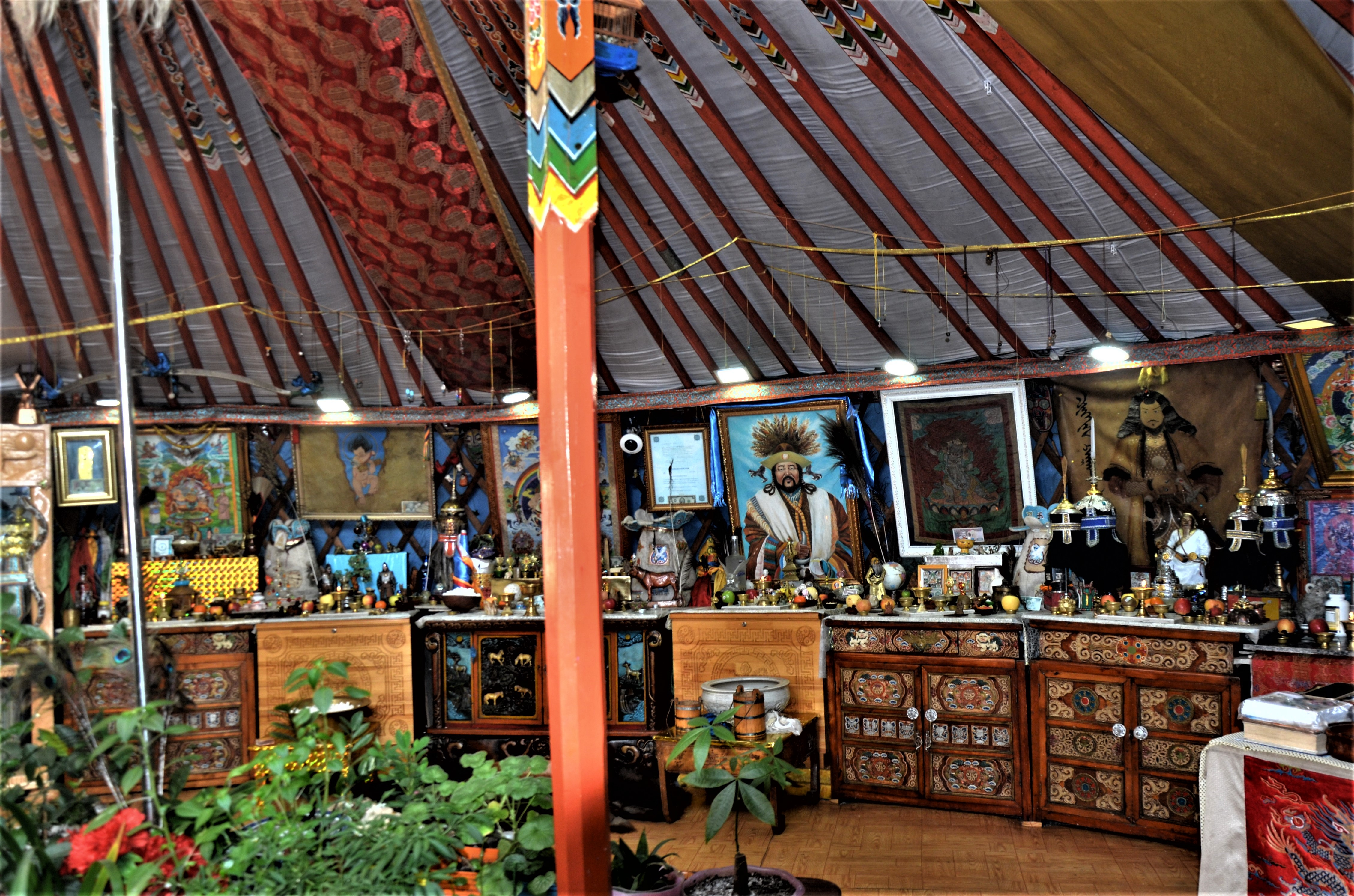
울란바토르에 있는 샤머니즘 사원 내부.
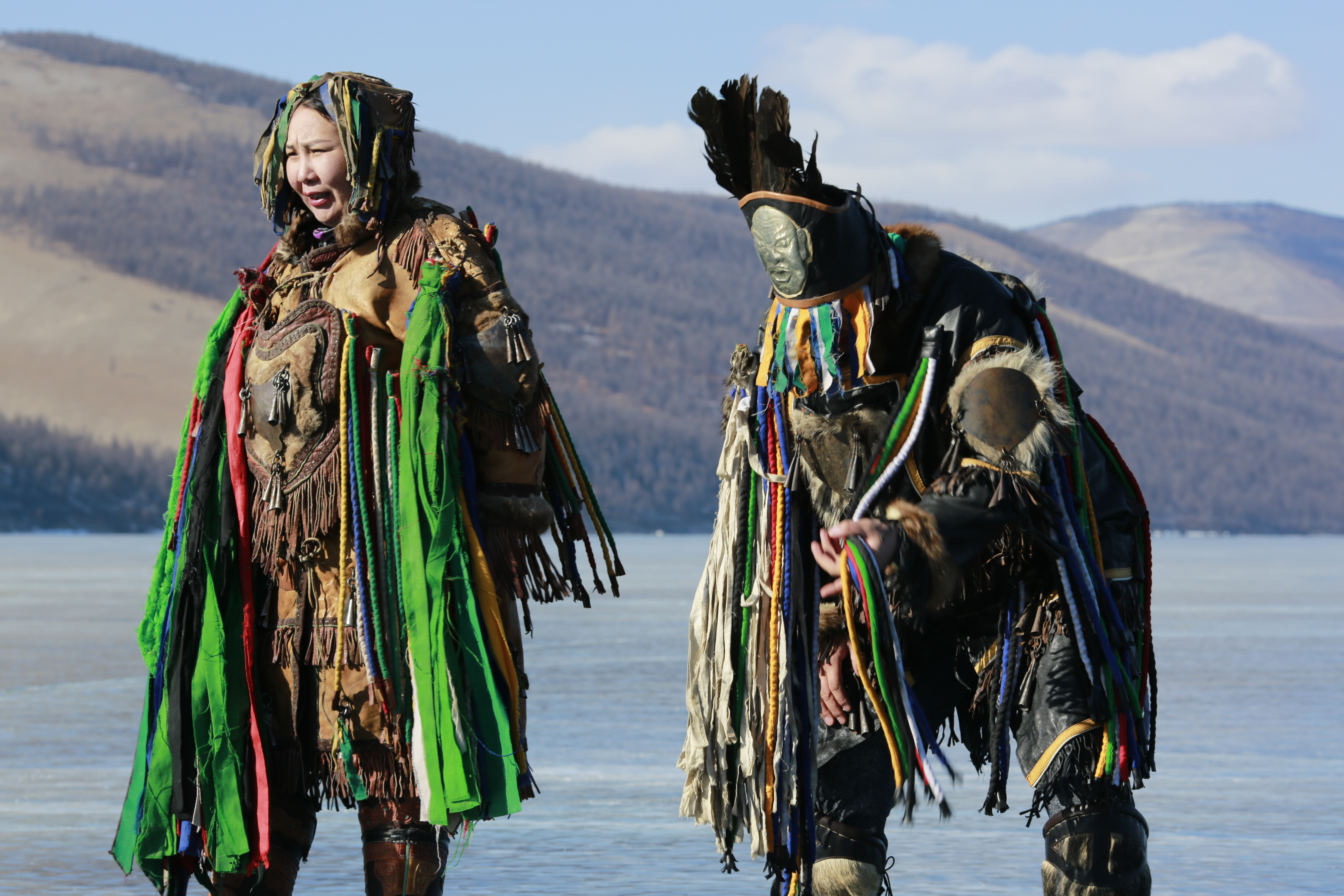
후브스굴주의 후브스굴호에서 종교 의식을 준비하는 주술사들.
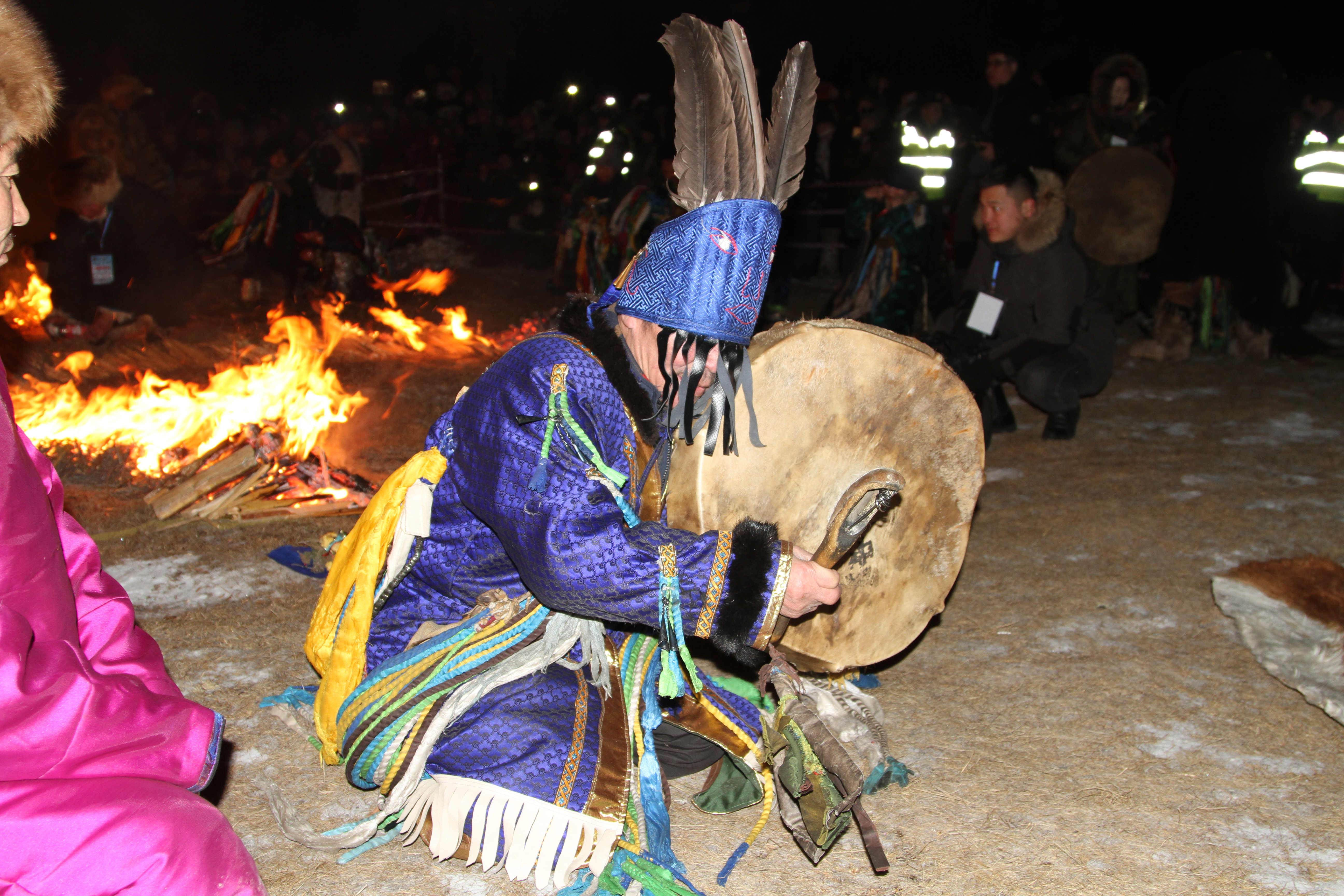
후브스굴호에서 의식 중인 주술사들.
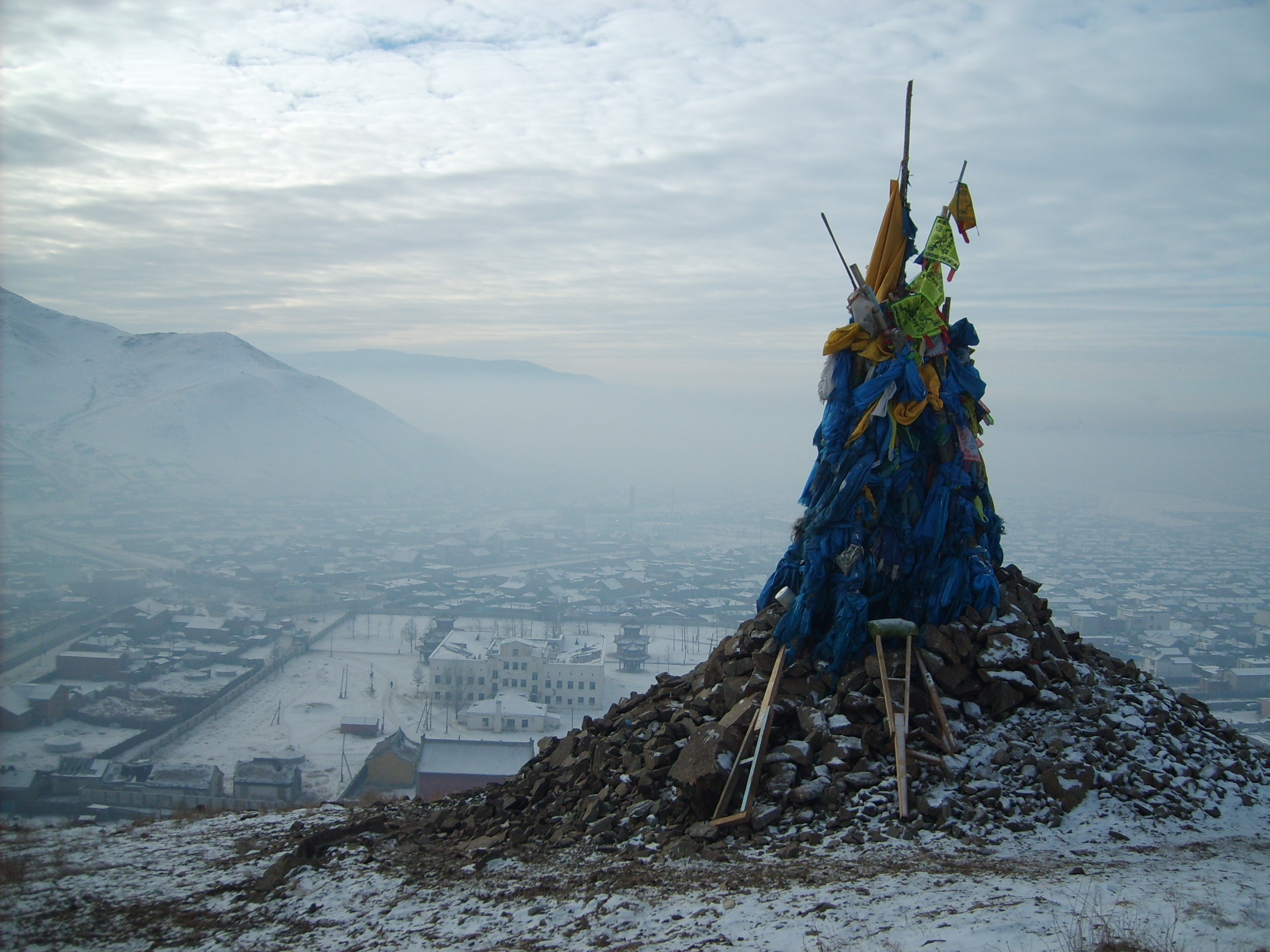
울란바토르의 담바다얄린 사원 위에 위치한 성산의 오보.
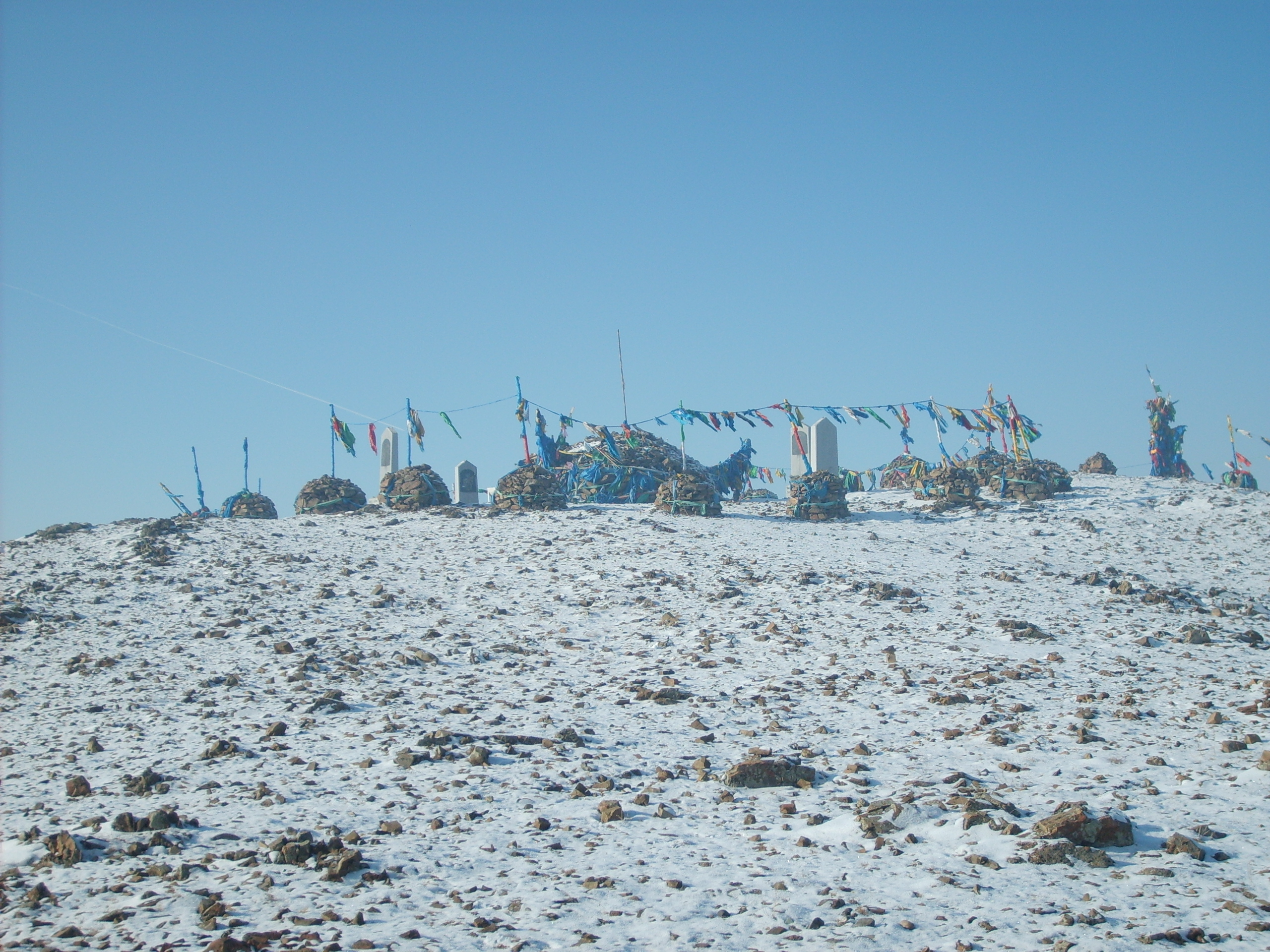
울란바토르 인근 칭겔테의 샤머니즘 사원.
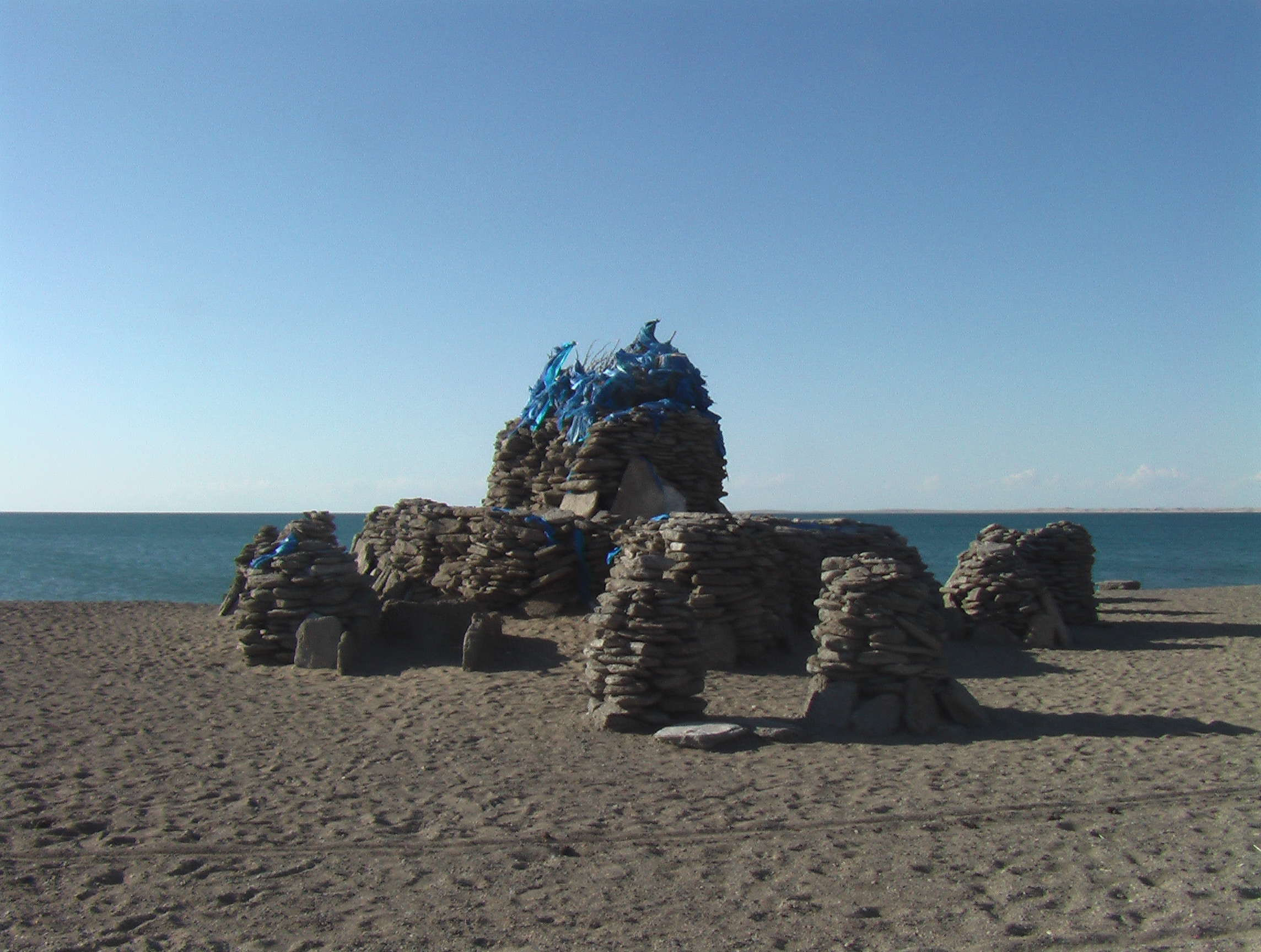
고비알타이주의 두르간호의 호숫가에 위치한 오보.

## 아브라함 종교

### 기독교
몽골의 기독교는 2020년 인구 조사에 따르면 전체 인구의 1.3%에 해당하는 42,859명의 종교이었다. 몽골의 기독교인들에는 개신교도, 천주교도, 정교도, 예수 그리스도 후기 성도 교회의 몰몬교도 등을 포함한다.

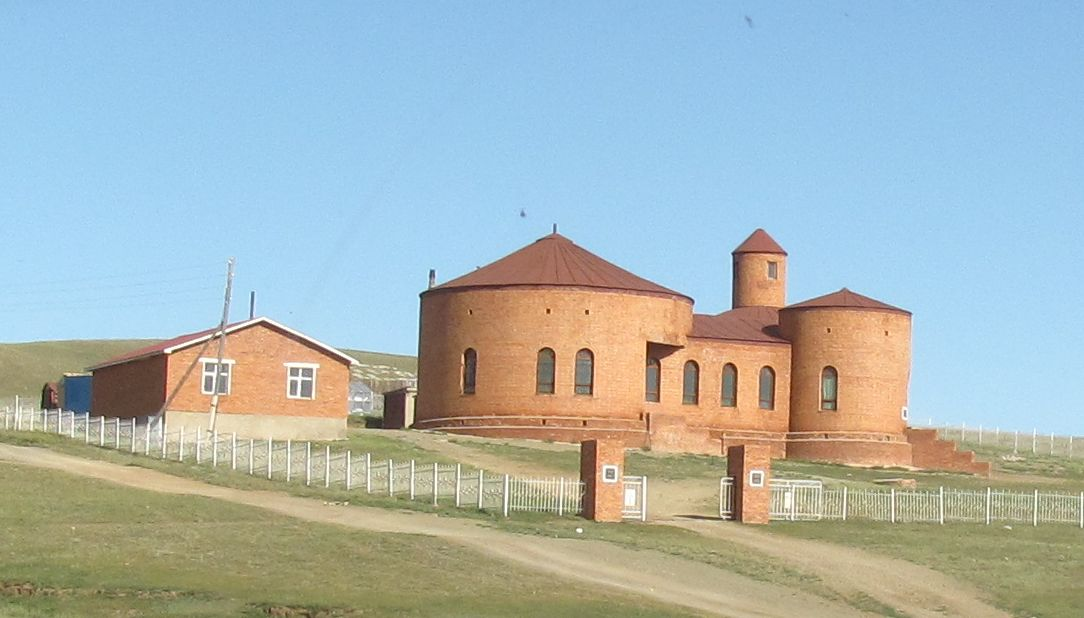
투브주의 존모드에 있는 개신교 교회.
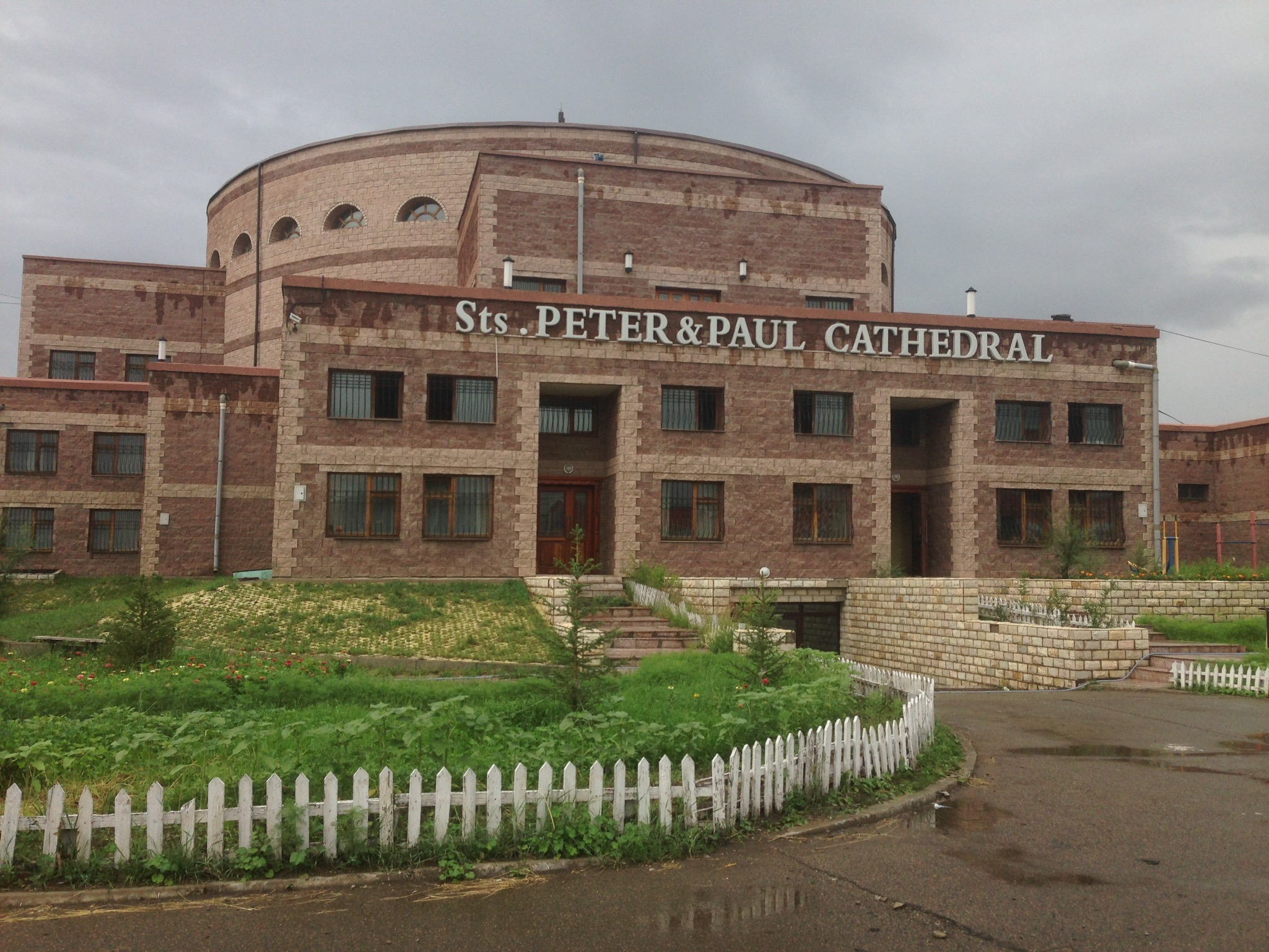
천주교의 울란바토르 지목구 모교회인 성 베드로 파울루스 대성당.
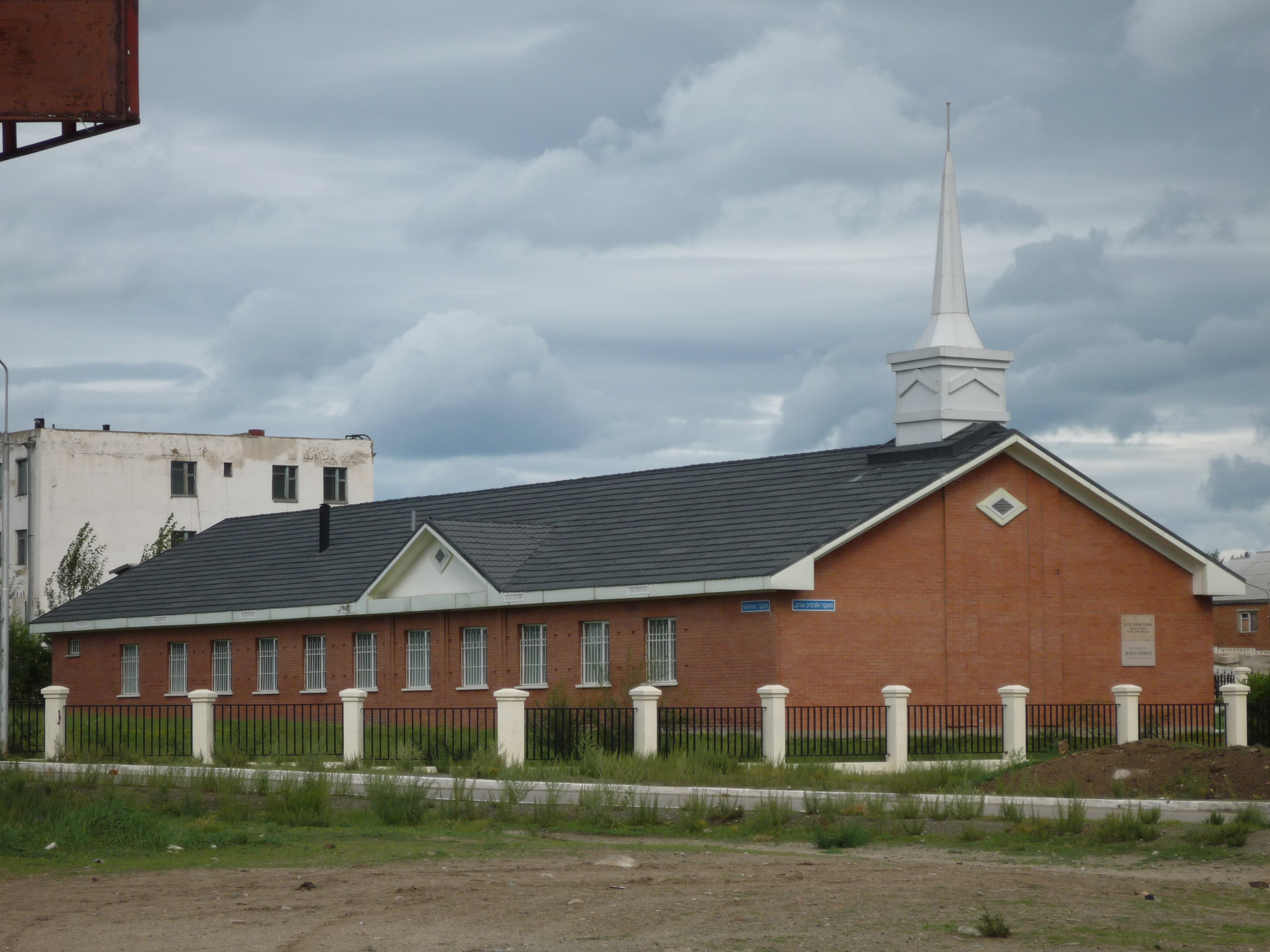
셀렝게주의 수흐바타르에 위치한 몰몬교 집회소.

### 이슬람교
몽골의 이슬람교는 2020년 인구 조사에 따르면 전체 인구의 3.2%에 해당하는 105,500명의 종교이다. 서몽골 지역의 바잉울기주, 허브드주 등에 거주하는 카자흐인들의 주 종교이다. 그럼에도 카자흐인 공동체는 몽골 전역의 도시들과 마을들에서 발견된다.

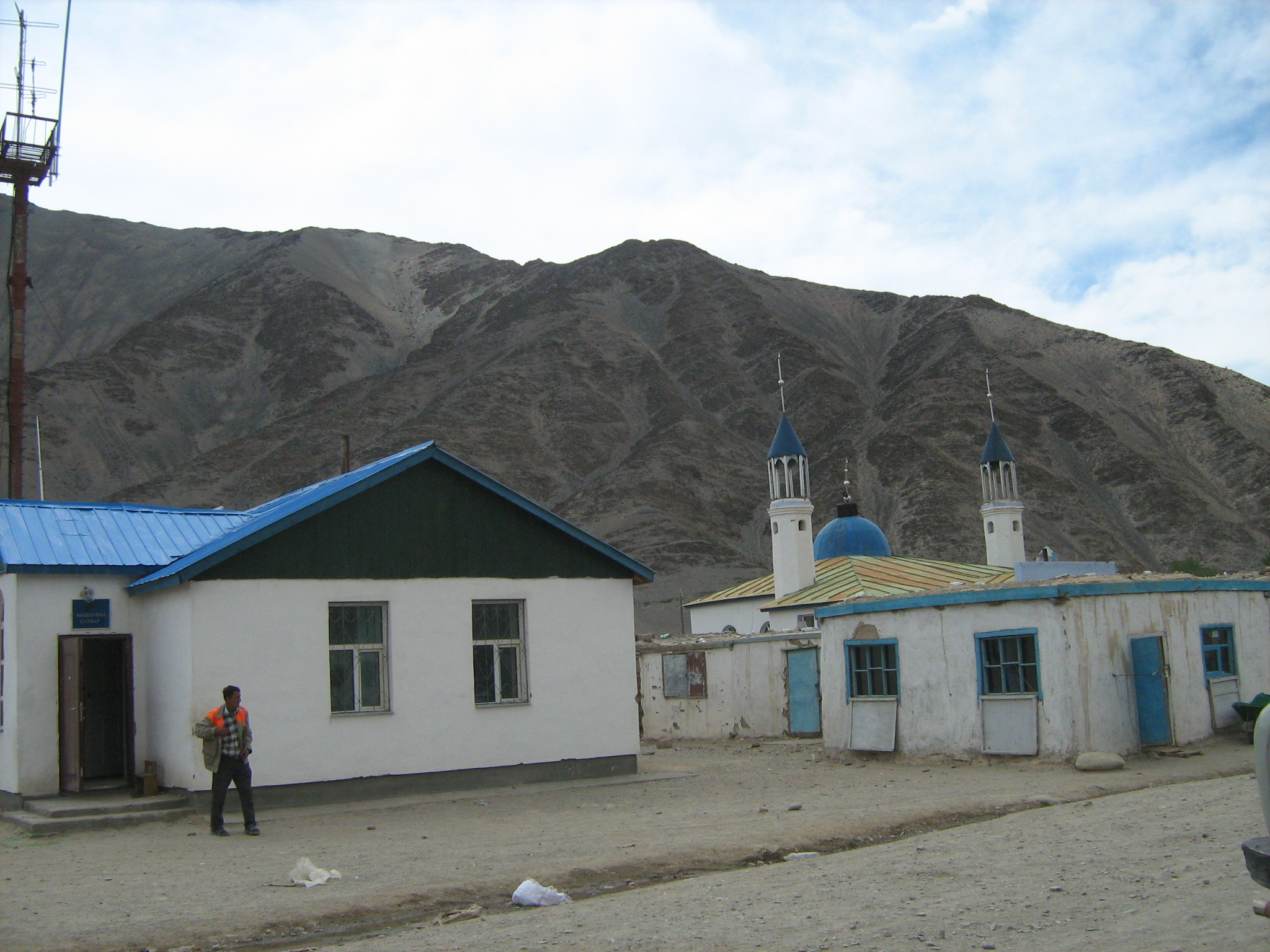
카자흐계 무슬림들이 주로 거주하는 바잉울기주의 불간에 위치한 모스크.
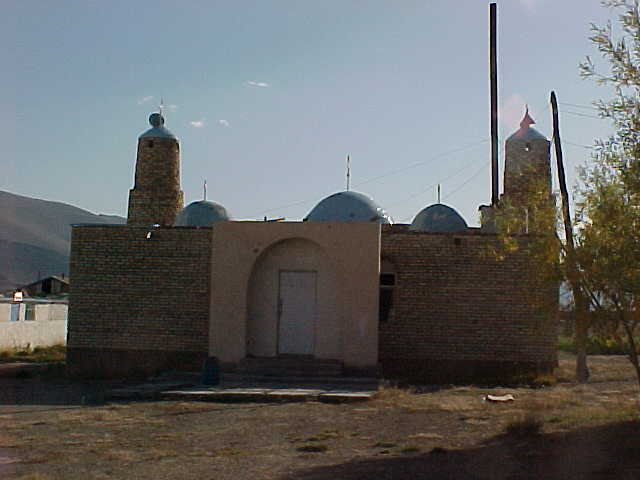
바잉울기주의 톨보에 위치한 모스크.
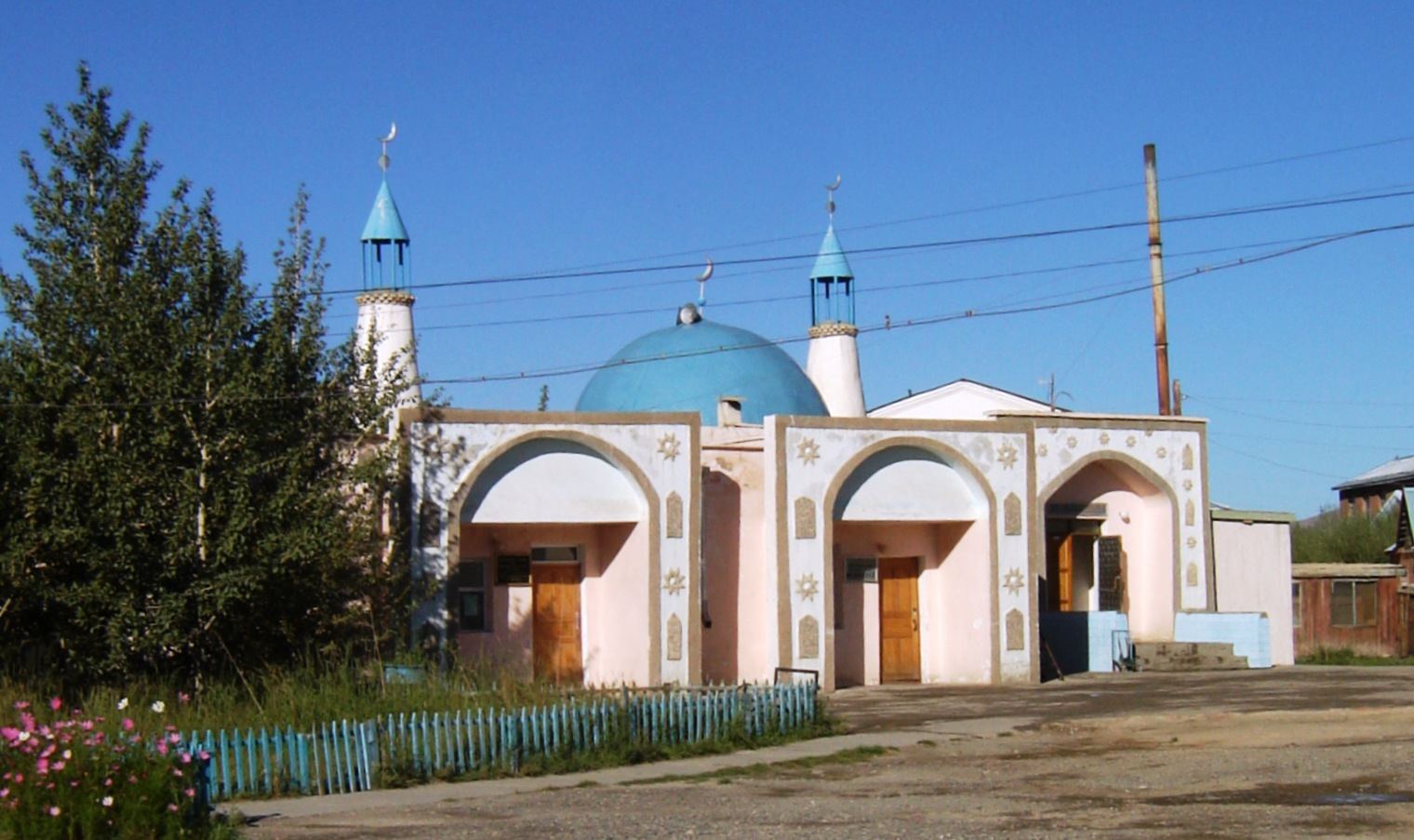
울기의 모스크.

## 그 외 종교
2020년 인구 조사에서 불교, 몽골 샤머니즘, 이슬람교 또는 기독교 외에 다른 종교의 신자들의 수가 전체 인구의 0.7%에 해당하는 23,078명으로 집계됐다.
바히이교는 먼저 공산주의 사상이 종교들을 억압하고 새로운 종교의 물결을 방해했다는 점에서 1980년대와 1990년대에 들어서야 몽골에 전래되었다. 처음으로 바하이교는 1988년에 몽골에 이르렀고, 신자들로 이뤄진 공동체를 구축하였으며, 시간이 흘러 바하이교 선출 기구 (Spiritual Assembly)를 설립하였다. 1994년에, 바하이교는 첫 번째 National Spiritual Assembly를 선출시켜냈다.
힌두교는 공산 정권이 무너진 이후 1990년대에 이미 몽골에 퍼져 있었다. 크리슈나 의식국제협회 (Hare Krishna)와 파탄잘리 요가피트 등도 몽골에 자리를 잡았으며 동시에 일부 몽골의 불교도들이 힌두교의 개념들과 방식 등을 자신들만의 불교에 포함시켜냈다.

## 종교의 자유
2023년, 몽골은 종교의 자유에 있어 4점 만점에 4점을 기록했다.

## 같이 보기
- 내몽골의 종교
- 중국의 종교

## 참고 문헌
- Abrahms-Kavunenko, Saskia (2012년 1월 1일). “Religious 'Revival' After Socialism? Eclecticism and Globalisation Amongst Lay Buddhists in Ulaanbaatar”. 《Inner Asia》 14 (2): 279–297. doi:10.1163/22105018-90000005. JSTOR 24572065.
- Abrahms-Kavunenko, Saskia (2019). 〈Mongolian Buddhism in the Democratic Period〉. 《Oxford Research Encyclopedia of Religion》. Oxford University Press. doi:10.1093/acrefore/9780199340378.013.618. ISBN 9780199340378.
- Atwood, Christopher P. (1996). “Buddhism and Popular Ritual in Mongolian Religion: A Reexamination of the Fire Cult” (PDF). 《History of Religions》 (University of Chicago Press) 36 (2): 112–139. doi:10.1086/463455. S2CID 162394887. 2022년 12월 12일에 원본 문서 (PDF)에서 보존된 문서. 2024년 4월 18일에 확인함.
- Balogh, Matyas (2010). “Contemporary shamanisms in Mongolia”. 《Asian Ethnicity》 11 (2): 229–238. doi:10.1080/14631361003779489. S2CID 145595446.
- Bumochir, D. (2014). “Institutionalization of Mongolian shamanism: from primitivism to civilization”. 《Asian Ethnicity》 15 (4): 473–491. doi:10.1080/14631369.2014.939331. S2CID 145329835.
- Charleux, Isabelle (2008). “Chinggis Khan: Ancestor, Buddha or Shaman?”. 《Mongolian Studies》 (Mongolia Society). 30/31 (4): 207–258. JSTOR 43193542. 2021년 5월 28일에 원본 문서에서 보존된 문서. 2024년 4월 18일에 확인함.
- Dashkovskiy, Petr (2015). “Ethnic and Religious Processes in Western Mongolia (Based on Social Research)”. 《Procedia - Social and Behavioral Sciences》 185: 109–116. doi:10.1016/j.sbspro.2015.03.422.
- Heissig, Walther (1980) [1970]. 《The Religions of Mongolia》. 번역 Geoffrey Samuel. London; Henley: Routledge; Kegan Paul. ISBN 978-0520038578.
- Hesse, Klaus (1986). “A Note on the Transformation of White, Black and Yellow Shamanism in the History of the Mongols”. 《Studies in History》 2 (1): 17–30. doi:10.1177/025764308600200102. S2CID 162239153.
- Kollmar-Paulenz, Karénina (2017). 〈Of Yellow Teaching and Black Faith: Entangled Knowledge Cultures and the Creation of Religious Traditions〉 (PDF).   Bochinger, Christoph; Rüpke, Jörg. 《Dynamics of Religion. Past and Present》. De Gruyter. 231–250쪽. doi:10.1515/9783110450934-013. ISBN 9783110450927. 2023년 4월 26일에 원본 문서 (PDF)에서 보존된 문서. 2024년 4월 18일에 확인함.
- Man, John (2004). 《Genghis Khan: Life, Death and Resurrection》. London, England: Bantam Press. ISBN 9780553814989.
- Schlehe, Judith (2004). 〈Shamanism in Mongolia and in New Age Movements〉.   Rasuly-Paleczek, Gabriele. 《Central Asia on Display: Proceedings of the VIIth Conference of the European Society for Central Asian Studies》. Vienna: Lit Verlag. 283–296쪽. ISBN 3825883094.
- Rinchen, Yönsiyebü (1981). “White, Black and Yellow Shamans Among the Mongols”. 《Ultimate Reality and Meaning》 4 (2): 94–102. doi:10.3138/uram.4.2.94. 2023년 1월 2일에 원본 문서에서 보존된 문서. 2024년 4월 18일에 확인함.
- Shimamura, Ippei (2004). 〈Yellow Shamans (Mongolia)〉.   Walter, Mariko Namba; Neumann Fridman, Eva Jane. 《Shamanism: An Encyclopedia of World Beliefs, Practices, and Culture》 1. ABC-CLIO. 649–651쪽. ISBN 9781576076453.
- Turner, Kevin B. (2016). 《Sky Shamans of Mongolia: Meetings with Remarkable Healers》. Berkeley, California: North Atlantic Books. ISBN 9781583946343.
- Wallace, Vesna A., 편집. (2015). 《Buddhism in Mongolian History, Culture, and Society》. New York: Oxford University Press. ISBN 978-0199958665.